# Нейман, Франц Леопольд
Франц Леопольд Нейман (нем. Franz Leopold Neumann; 23 мая 1900, Катовице, Германия, — 2 сентября 1954, Висп, Швейцария) — немецкий левый политический активист, адвокат, специалист по трудовому праву, политолог.

## Биография
Родился в еврейской семье в Катовице (тогда Германская империя, ныне Польша). Будучи студентом, Нейман вступил в Социал-демократическую партию Германии (СДПГ). Поддержал немецкую революцию ноября 1918 года. Нейман сыграл важную роль в организации Социалистического общества студентов во Франкфурте-на-Майне, где в 1918 году он встретил Лео Лёвенталя, будущего коллегу по Институту социальных исследований . В Бреслау (современный Вроцлав в Польше), Лейпциге, Ростоке, Франкфурте-на-Майне Нейман изучал юриспруденцию и получил степень доктора наук по юриспруденции в 1923 году, защитив диссертацию о методе в теории наказания.
С 1928 по 1933 год работал с Эрнстом Френкелем в Берлине адвокатом, специализируясь на трудовом праве, представляя интересы профсоюзов. В 1932-1933 годах он становится ведущим юристом СДПГ. В течение нескольких недель после прихода к власти национал-социалистов, Нейман был предупрежден о его неминуемом аресте и бежал в Англию, где учится у Карла Мангейма и защищает вторую докторскую диссертацию. По рекомендации Гарольда Ласки (проф. Высшей школы экономики, Лондон) Нейман в 1936 году устраивается на работу в Институт социальных исследований под руководством Макса Хоркхаймера во время его пребывания в США, сначала в качестве администратора и юридического консультанта, а затем научным сотрудником. Нейман сыграл важную роль в содействии Институту со стороны Американского еврейского комитета.
Нейман стал известен в академической среде после публикации работы «Бегемот: структура и практика национал-социализма» в 1942 году. Это позволило Нейману после того как руководство института заявило о необходимости сокращения вакансий устроиться на работу в Управление стратегических служб (разведывательная служба США, впоследствии ЦРУ). Совместно с Гербертом Маркузе Нейман работает над многочисленными проектами, в том числе анализом политических тенденций в Германии. Их задачей являлось выявление нацистских групп и отдельных лиц, которые должны были быть привлечены к ответственности за военные преступления.
В 1945 году Нейман работает в службе Нюрнбергского трибунала по военным преступлениям.
В 1948 году Нейман становится профессором политических наук в Колумбийском университете, и помогает становлению Свободного университета Берлина. В Соединенных Штатах играет видную роль в попытках Фонда Рокфеллера укрепить политическую теорию как составную часть политической науки в американских университетах.
Нейман погиб в результате автомобильной аварии в Швейцарии в 1954 году.